# 奧爾霍維奇
49°42′29″N 23°24′33″E / 49.70806°N 23.40917°E
奧爾霍維奇（烏克蘭語：Орховичі），是烏克蘭西部的村莊，隸屬利維夫州的桑比爾區。該村面積7.66平方公里，海拔高度300米，2024年人口248，人口密度每平方公里46.11人。